# Lassi

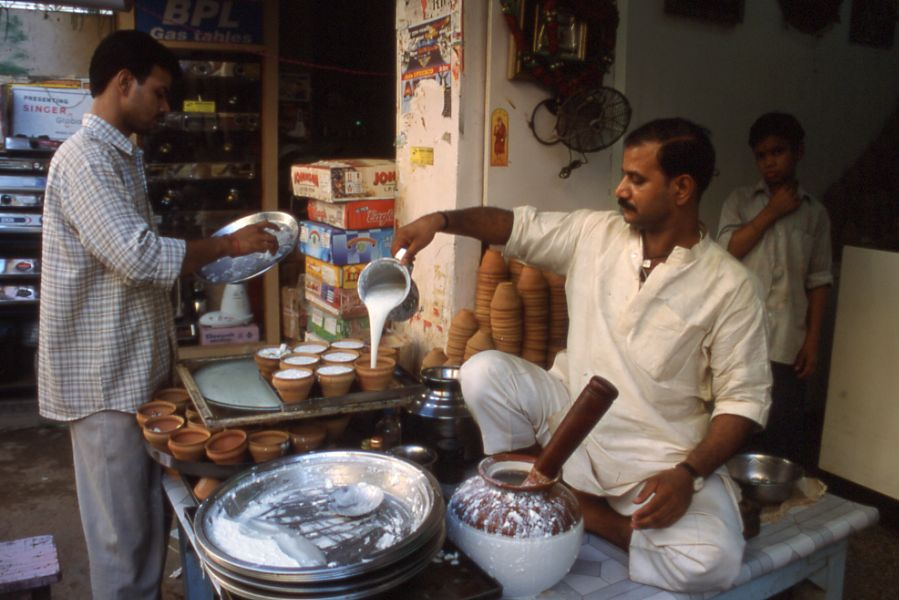
Uliczny sprzedawca lassi

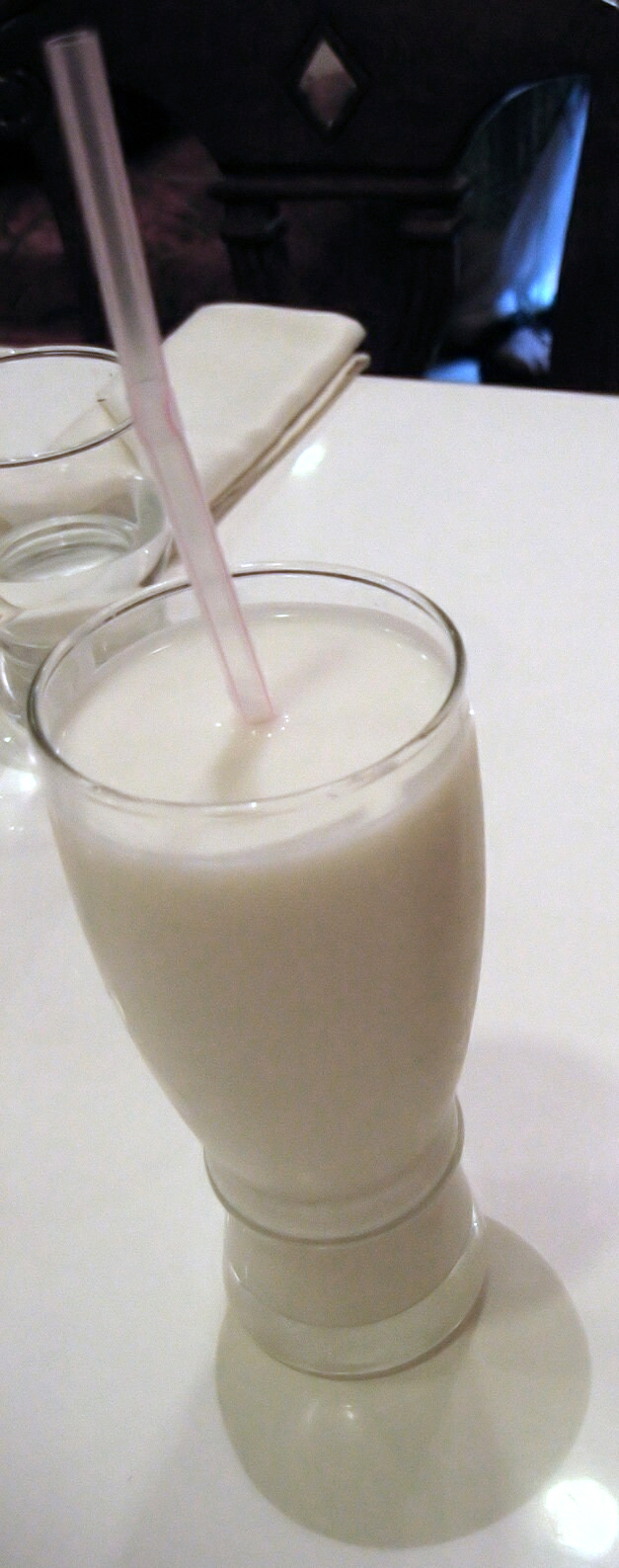
Szklanka indyjskiego lassi.

Lassi – indyjski napój przyrządzany z jogurtu, wody i przypraw spożywany dla orzeźwienia w upalne dni. Tradycyjne lassi jest słone i przyprawione chili. Współcześnie popularność zdobyła słodka odmiana tego napoju przyprawiona wodą różaną i różnymi owocami (cytryną, mango, truskawkami).
Lassi spożywane jest także w Turcji występuje pod nazwą ayran (ajran), a w Iranie i Armenii jako dugh oraz innych krajach na Bliskim Wschodzie, gdzie zwykle składa się z jogurtu, wody, soli a czasem cytryny.